# Бад-Грісбах (Ротталь)
Бад-Грісбах (нім. Bad Griesbach) — місто в Німеччині, знаходиться в землі Баварія. Підпорядковується адміністративному округу Нижня Баварія. Входить до складу району Пассау.
Площа — 70,18 км2. Населення становить 8994 ос. (станом на 31 грудня 2020).